# Mundialito per club 1987
Il Mundialito per club del 1987 (terza edizione del torneo) si tenne dal 21 al 29 giugno a Milano, allo stadio Giuseppe Meazza in San Siro, e fu vinto dal Milan; il regolamento iniziale della prima edizione del 1981 che prevedeva di far partecipare solo i club vincenti di almeno una Coppa Intercontinentale era decaduto di fatto con la seconda edizione del 1983, in quanto fu invitata la Juventus, che fino a quel momento non aveva mai vinto il trofeo.

## Partecipanti
Elenco delle squadre partecipanti con le relative Coppe Intercontinentali vinte:
| Squadra             | Nazione    | Coppe Intercontinentali  |
| ------------------- | ---------- | ------------------------ |
| Inter               | Italia     | 1964 e 1965              |
| Milan               | Italia     | 1969                     |
| Porto               | Portogallo | Nessuna dal 1960 al 1986 |
| Barcellona          | Spagna     | Nessuna dal 1960 al 1986 |
| Paris Saint-Germain | Francia    | Nessuna dal 1960 al 1986 |

Elenco delle squadre che rinunciarono a partecipare, pur avendone diritto, con le relative Coppe Intercontinentali vinte:

| Squadra             | Nazione          | Coppe Intercontinentali             |
| ------------------- | ---------------- | ----------------------------------- |
| Real Madrid         | Spagna           | 1960                                |
| Peñarol             | Uruguay          | 1961, 1966 e 1982                   |
| Santos              | Brasile          | 1962 e 1963                         |
| Racing              | Argentina        | 1967                                |
| Estudiantes         | Argentina        | 1968                                |
| Feyenoord           | Paesi Bassi      | 1970                                |
| Nacional Montevideo | Uruguay          | 1971 e 1980                         |
| Ajax                | Paesi Bassi      | 1972                                |
| Independiente       | Argentina        | 1973 e 1984                         |
| Atlético Madrid     | Spagna           | 1974                                |
| Bayern Monaco       | Germania         | 1976                                |
| Boca Juniors        | Argentina        | 1977                                |
| Olimpia Asunción    | Paraguay         | 1979                                |
| Flamengo            | Brasile          | 1981                                |
| Grêmio              | Brasile          | 1983                                |
| Juventus            | Italia           | 1985 (rinuncia)                     |
| River Plate         | Argentina        | 1986                                |
| Dinamo Kiev         | Unione sovietica | Nessuna dal 1960 al 1986 (rinuncia) |
| Olympique Marseille | Francia          | Nessuna dal 1960 al 1986 (rinuncia) |

## Partite
| Data           | Ora | Squadra 1  | Squadra 2           | Risultato | Marcatori                                                                           |
| -------------- | --- | ---------- | ------------------- | --------- | ----------------------------------------------------------------------------------- |
| 21 giugno 1987 |     | Milan      | Porto               | 2 - 0     | Primo tempo: 30' rigore Virdis (M.) Secondo tempo: 2' Borghi (M.)                   |
| 21 giugno 1987 |     | Inter      | Paris Saint-Germain | 0 - 0     |                                                                                     |
| 23 giugno 1987 |     | Inter      | Barcellona          | 3 - 1     | Primo Tempo: 14' Passarella (I.) 18' Fanna (I.) 19' Hughes (B.) 33' Garlini (I.)    |
| 23 giugno 1987 |     | Milan      | Paris Saint-Germain | 1 - 0     | Secondo tempo: 40' Massaro (M.)                                                     |
| 25 giugno 1987 |     | Inter      | Porto               | 0 - 2     | Primo tempo: 20' Jorge Plácido (P.) Secondo tempo: 4' Frasco (P.)                   |
| 25 giugno 1987 |     | Barcellona | Paris Saint-Germain | 3 - 1     | Primo tempo: 7' Poullain (P.) 13' e 31' Lineker (B.) Secondo tempo: 31' Hughes (B.) |
| 27 giugno 1987 |     | Porto      | Barcellona          | 1 - 1     | Primo tempo: 16' López (B.) Secondo tempo: 40' rigore André (P.)                    |
| 27 giugno 1987 |     | Milan      | Inter               | 0 - 0     |                                                                                     |
| 29 giugno 1987 |     | Porto      | Paris Saint-Germain | 1 - 0     | Primo tempo: 5' Sousa (PO.)                                                         |
| 29 giugno 1987 |     | Milan      | Barcellona          | 1 - 0     | Primo tempo: 41' rigore Virdis (M.)                                                 |

## Classifica squadre
| Squadra                | Punti | Gioc. | V | P | S | GF | GS | DF |
| ---------------------- | ----- | ----- | - | - | - | -- | -- | -- |
| 1. Milan               | 7     | 4     | 3 | 1 | 0 | 4  | 0  | 4  |
| 2. Porto               | 5     | 4     | 2 | 1 | 1 | 4  | 3  | 1  |
| 3. Inter               | 4     | 4     | 1 | 2 | 1 | 3  | 3  | 0  |
| 4. Barcellona          | 3     | 4     | 1 | 1 | 2 | 5  | 6  | -1 |
| 5. Paris Saint-Germain | 1     | 4     | 0 | 1 | 3 | 1  | 5  | -4 |

## Classifica marcatori
| Calciatore          | Squadra    | Nazione    | Gol | Rigori |
| ------------------- | ---------- | ---------- | --- | ------ |
| Pietro Paolo Virdis | Milan      | Italia     | 2   | 2      |
| Gary Lineker        | Barcellona | Spagna     | 2   |        |
| Mark Hughes         | Barcellona | Spagna     | 2   |        |
| López               | Barcellona | Spagna     | 1   |        |
| Daniel Passarella   | Inter      | Italia     | 1   |        |
| Pietro Fanna        | Inter      | Italia     | 1   |        |
| Oliviero Garlini    | Inter      | Italia     | 1   |        |
| Claudio Borghi      | Milan      | Italia     | 1   |        |
| André               | Porto      | Portogallo | 1   | 1      |
| Jorge Plácido       | Porto      | Portogallo | 1   |        |
| Frasco              | Porto      | Portogallo | 1   |        |
| Sousa               | Porto      | Portogallo | 1   |        |

- Miglior giocatore: Claudio Borghi